# 蒂耶维尔 (卡尔瓦多斯省)
蒂耶维尔（法語：Thiéville，法語發音：[tjevil] ⓘ）是法国卡尔瓦多斯省的一个市镇，属于利雪区。2017年，蒂耶维尔与临近的12个市镇合并为新市镇欧日地区圣皮埃尔。

## 地理
蒂耶维尔（49°2'10"N, 0°1'35"W）面积3.94 平方千米，位于法国诺曼底大区卡爾瓦多斯省，该省份为法国西北部沿海省份，北濒大西洋英吉利海峡，东北与滨海塞纳省以海上边界相接，东临厄尔省，南至奧恩省，西与芒什省接壤。
与蒂耶维尔接壤的市镇（或旧市镇、城区）包括：迪沃河畔布雷特维尔、耶维尔、马尼拉康帕涅、乌维尔-拉比安图尔内、迪沃河畔圣皮埃尔、旺德夫尔。
蒂耶维尔的时区为UTC+01:00、UTC+02:00（夏令时）。

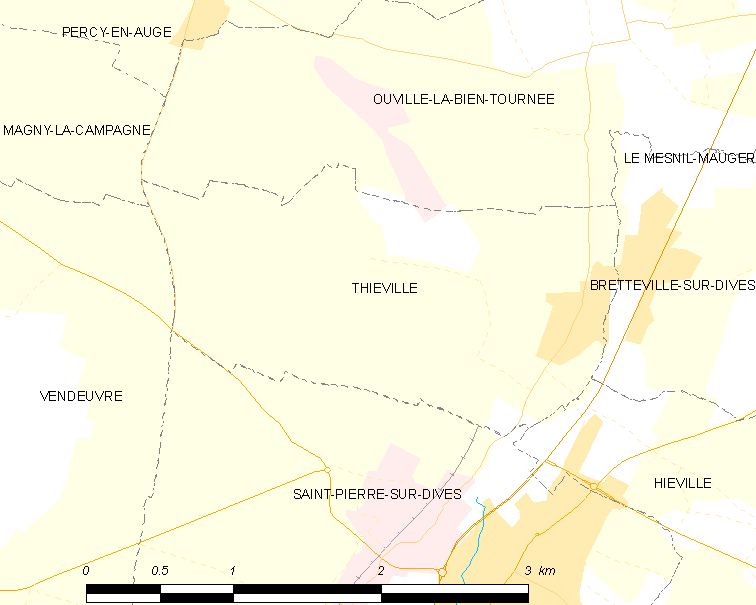
蒂耶维尔的OSM定位图

## 行政
蒂耶维尔的邮政编码为14170，INSEE市镇编码为14688。

## 政治
蒂耶维尔所属的省级选区为利瓦罗派多日县。

## 人口

1962-2008年间蒂耶维尔人口变化图示

蒂耶维尔于2018年1月1日时的人口数量为273人。